# الذنبة (ناطع)

تعديل مصدري - تعديل

الذنبة هي إحدى قرى عزلة وحلان بمديرية ناطع التابعة لمحافظة البيضاء، بلغ تعداد سكانها 112 نسمة حسب تعداد اليمن لعام 2004.